# Druhý mongolský vpád do Uher
Druhý mongolský vpád do Uher byl invazí Zlaté hordy proti Uhrám v zimě 1285–1286 pod vedením chána Nogaje a Talabugy. Po prvním mongolském vpádu z let 1241–1242 byli Maďaři na další útok daleko lépe připraveni a tentokrát nebyl vpád tak ničivý. Maďarům se podařilo nad Mongoly zvítězit v několika bitvách a odrazit tak vpád Zlaté hordy.

## Průběh

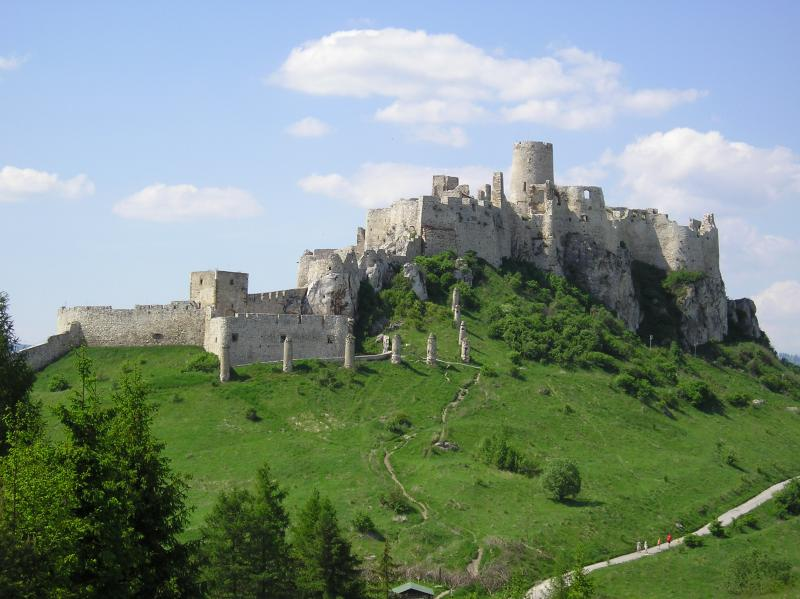
Mongolský vpád vedl ke stavbě mohutných hradů jako je Spišský hrad.

Zprvu vnikly mongolské síly do středního Uherska a vyplenily město Pešť, z kterého se pohotově stačily stáhnut obyvatelé. Mongolové se následně ocitli v bezradné situaci. Před nimi stála síť důmyslného opevnění. Městské hradby a pevnosti představovaly pro ně nezdolatelnou překážku. Talabugovi s vojskem se nepodařilo obsadit jediné opevněné město či hrad. Uherská armáda se poučila z neblahé zkušenosti předchozího vpádu. Vpád Zlaté hordy působil škody hlavně prostým obyvatelům Uher, proti kterým pořádali Mongolové nájezdy až k Dunaji. 

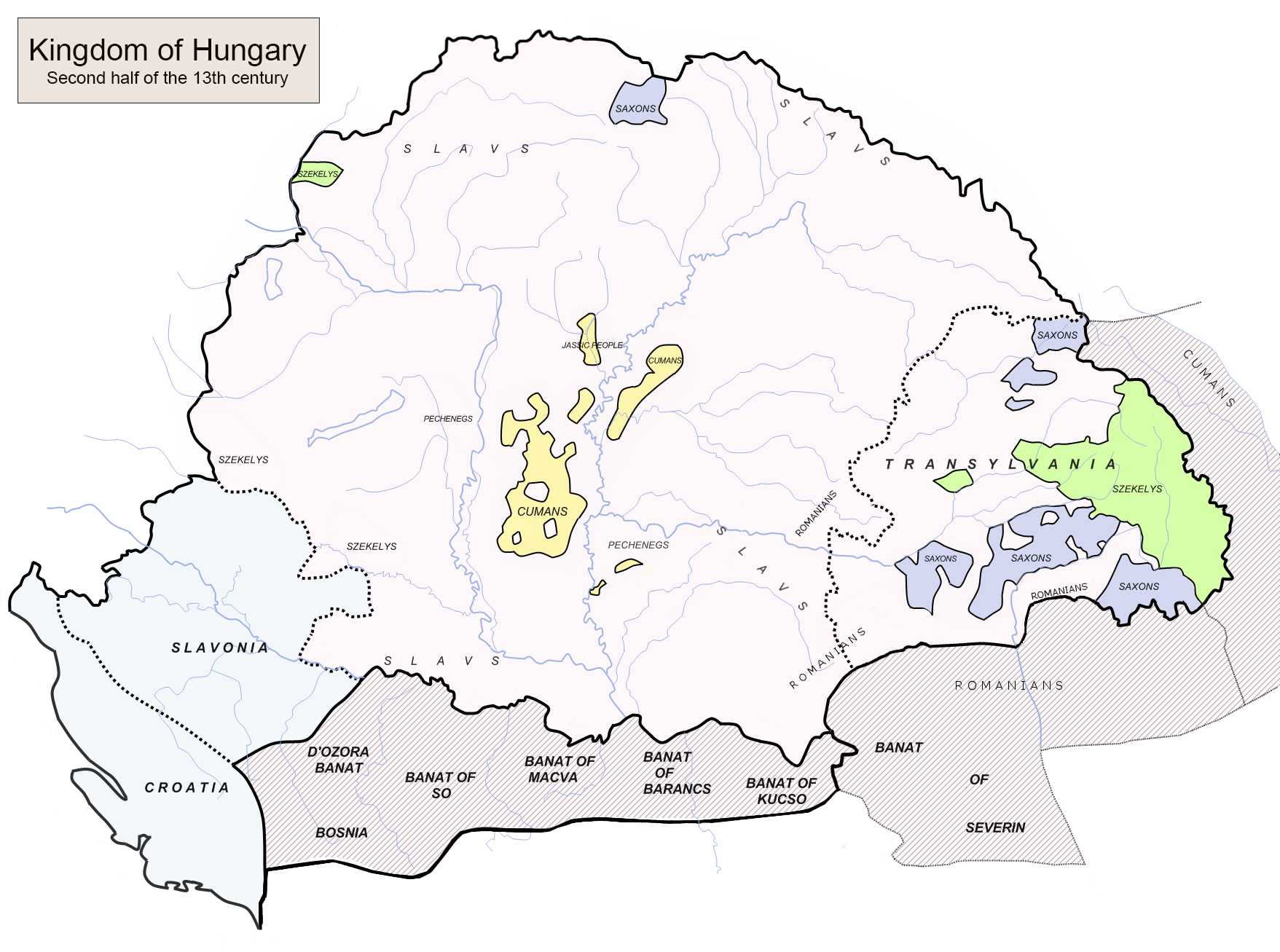
Uherské království během druhé poloviny 13. století

Jedna ze stěžejních bitev, v níž Mongolové utrpěli tvrdou porážku, se odehrála v blízkosti hradu Trascău. Po ní se oslabený Talabuga střetl na západě Sedmihradska s vojskem krále Ladislava IV., uherská armáda byla nyní díky vojenským reformám bojeschopnější než vojsko, které bojovalo u Mohi roku 1241. Po této porážce byl Talabuga nucen zavelet k ústupu, cestou zpět na Rus bylo jeho znavené hladovějící vojsko ještě napadeno Sikuly, kteří sloužili v uherské armádě jako lehké jezdectvo. Hladoví a vyčerpaní Mongolové pokračovali v plenění ještě na území svých ruských spojenců.

## Důsledky
Mongolské nájezdy do Uher ještě pokračovaly až do 14. století, nebyly však velké a intenzivní jako vpády předchozí. O dva roky později Zlatá horda zrealizovala vpád do Polska (1287–1288), v pořadí již třetí. Zde také zasahovala uherská armáda. Na konci roku 1288 pravděpodobně proto Mongolové zahájili proti Uhersku odvetu v podobě útoku na oblast Spiše, byť malého měřítka, takže byli snadno odraženi.